# Ciało skończone
Ciało skończone lub ciało Galois – ciało skończonego rzędu, tj. o skończonej liczbie elementów; druga z nazw pochodzi od nazwiska Évariste’a Galois, który znacząco przyczynił się do rozwoju badań nad ciałami skończonymi (zob. Rys historyczny).
Galois wskazał ich zastosowanie w tzw. teorii Galois dającej m.in. definitywną odpowiedź na pytania o rozstrzygnięcie możliwości wykonania klasycznych konstrukcji w geometrii euklidesowej czy też zgrabnie uzasadniającej brak ogólnych wzorów na pierwiastki wielomianów wyższych stopni.
W artykule za naturalne uważa się dodatnie liczby całkowite, ciało proste o {\displaystyle p} elementach (tzn. rzędu {\displaystyle p,} gdzie {\displaystyle p} jest liczbą pierwszą) oznaczane będzie zamiennie jednym z symboli {\displaystyle \mathbf {F} _{p}} oraz {\displaystyle \mathbb {Z} /(p);} inną stosowaną notacją jest {\displaystyle \mathrm {GF} (p)} (od ang. Galois field, ciało Galois).

## Konstrukcja i własności
Niech {\displaystyle p} będzie liczbą pierwszą, a {\displaystyle \pi } będzie unormowanym (monicznym) wielomianem nierozkładalnym stopnia {\displaystyle n} należącym do {\displaystyle \mathbf {F} _{p}[x]} (tj. zmiennej {\displaystyle x} o współczynnikach z ciała {\displaystyle \mathbf {F} _{p}}). Pierścień {\displaystyle \mathbf {F} _{p}[x]/(\pi )} (pierścień ilorazowy {\displaystyle \mathbf {F} _{p}[x]} przez ideał główny generowany przez {\displaystyle \pi ,} który jest ideałem maksymalnym, co wynika z nierozkładalności i unormowania {\displaystyle \pi }) jest wtedy ciałem (reszt) rzędu {\displaystyle p^{n}}. Każde ciało skończone ma rząd wyrażający się naturalną potęgą liczby pierwszej, a ponadto jest izomorficzne z {\displaystyle \mathbf {F} _{p}[x]/(\pi )} dla pewnej liczby pierwszej {\displaystyle p} i unormowanego wielomianu nierozkładalnego {\displaystyle \pi } należącego do {\displaystyle \mathbf {F} _{p}[x]} (grupa multiplikatywna ciał skończonych jest cykliczna).
Dowolne ciało skończone można opisać jako ciało rozkładu wielomianu wyłącznie w zależności od rzędu ciała: ciało skończone o rzędzie {\displaystyle p^{n}} będącym potęgą liczby pierwszej jest ciałem rozkładu wielomianu {\displaystyle x^{p^{n}}-x} nad ciałem {\displaystyle \mathbf {F} _{p}}; wynika stąd, że ciała skończone tego samego rzędu są izomorficzne. Wychodząc stąd, można dowieść istnienia ciał skończonych dowolnego rzędu będącego potęgą liczby pierwszej. Dla dowolnej liczby pierwszej {\displaystyle p} i naturalnej liczby {\displaystyle n} istnieje unormowany wielomian nierozkładalny stopnia {\displaystyle n} należący do {\displaystyle \mathbf {F} _{p}[x]}. Podciała {\displaystyle \mathbf {F} _{p^{n}}} są rzędu {\displaystyle p^{d},} gdzie {\displaystyle d|n,} przy czym istnieje jedno i tylko jedno takie ciało dla każdego {\displaystyle d}.
Zbiór pierwiastków wielomianu {\displaystyle x^{p^{n}}-x} zawiera wszystkie elementy {\displaystyle \mathbf {F} _{p^{n}},} zatem ciało to jest ciałem rozkładu tego wielomianu rozdzielczego nad ciałem {\displaystyle \mathbf {F} _{p}.} Stąd ciało {\displaystyle \mathbf {F} _{p^{n}}/\mathbf {F} _{p}} jest rozszerzeniem Galois – zasadniczą cechą ciał skończonych jest to, iż grupa Galois {\displaystyle \mathrm {Gal} (\mathbf {F} _{p^{n}}/\mathbf {F} _{p})} jest cykliczna i ma kanoniczny generator w postaci endomorfizmu Frobeniusa {\displaystyle \varphi _{p}\colon t\mapsto t^{p}}. Jeśli {\displaystyle \pi \in \mathbf {F} _{q}[x]} jest wielomianem nierozkładalnym stopnia {\displaystyle d} i ma pierwiastek {\displaystyle \alpha } w pewnym rozszerzeniu ciała {\displaystyle \mathbf {F} _{q},} to jego pierwiastki tworzą zbiór złożony z elementów {\displaystyle \alpha ,\alpha ^{p},\alpha ^{p^{2}},\dots ,\alpha ^{p^{d-1}}}.
Powyższe twierdzenia można uogólnić, zastępując ciało {\displaystyle \mathbf {F} _{p}} rzędu wyrażającego się pewną liczbą pierwszą {\displaystyle p} ogólnym ciałem {\displaystyle \mathbf {F} _{q}} rzędu {\displaystyle q=p^{n},} wykorzystując obserwację, iż dla każdego {\displaystyle a\in \mathbf {F} _{q}} zachodzi {\displaystyle a^{q}=a,} zatem rolę endomorfizmu Frobeniusa {\displaystyle x\mapsto x^{p}} dla skończonych rozszerzeń {\displaystyle \mathbf {F} _{p}} przejmuje odwzorowanie {\displaystyle x\mapsto x^{q}} dla skończonych rozszerzeń {\displaystyle \mathbf {F} _{q}}.
Ciała skończone nie są algebraicznie domknięte (dla każdego jednak ciała istnieje ciało algebraicznie domknięte je zawierające). Twierdzenie Wedderburna mówi, że każdy skończony pierścień całkowity (w szczególności: pierścień z dzieleniem) jest przemienny, a więc jest ciałem (skończonym); teza zachodzi również dla pierścieni alternatywnych, czyli przy zrezygnowaniu z założenia łączności pierścienia na rzecz jego alternatywności, o czym mówi twierdzenie Artina-Zorna.

## Przykłady
Pierścień {\displaystyle \mathbb {Z} /7\mathbb {Z} } tworzy ciało 7-elementowe; jego elementami są ideały {\displaystyle 0\mathbb {Z} ,\dots ,6\mathbb {Z} } z naturalnie określonymi działaniami (zob. pierścień ilorazowy). Innym ciałem 7-elementowym jest pierścień {\displaystyle \mathbb {Z} _{7}} o elementach {\displaystyle 0,\dots ,6} z działaniami arytmetyki modularnej; ciało to ma tę postać, co {\displaystyle \mathbb {Z} _{7}[x]/(x)=\mathbf {F} _{7}[x]/(x).} W gruncie rzeczy wszystkie ciała o 7 elementach mają tę samą strukturę. Pierścień {\displaystyle \mathbb {Z} _{4}} nie jest ciałem, ponieważ ma on (właściwy) dzielnik zera 2; skoro {\displaystyle 2\cdot 2=0,} to 2 jest niezerowym elementem nieodwracalnym (a więc przeczy definicji ciała, w którym każdy niezerowy element jest odwracalny). Tabliczki działań dodawania i mnożenia w jedynym (z dokładnością do izomorfizmu) 4-elementowym ciele {\displaystyle \mathbf {F} _{2}[x]/(x^{2}+x+1)}
(wielomian {\displaystyle x^{2}+x+1} jest jedynym nierozkładalnym wielomianem drugiego stopnia nad {\displaystyle \mathbf {F} _{2}}) przedstawiono niżej:
{\displaystyle {\begin{array}{c|cccc}+&0&1&x&x+1\\\hline 0&0&1&x&x+1\\1&1&0&x+1&x\\x&x&x+1&0&1\\x+1&x+1&x&1&0\end{array}}\qquad {\begin{array}{c|cccc}\cdot &0&1&x&x+1\\\hline 0&0&0&0&0\\1&0&1&x&x+1\\x&0&x&x+1&1\\x+1&0&x+1&1&x\end{array}}}
Odpowiednio 8- i 9-elementowe pierścienie {\displaystyle \mathbb {Z} /2^{3}\mathbb {Z} } i {\displaystyle \mathbb {Z} /3^{2}\mathbb {Z} } nie są poprawnymi konstrukcjami ciał – pierścień {\displaystyle \mathbb {Z} /m\mathbb {Z} } jest ciałem wyłącznie wtedy, gdy {\displaystyle m} jest liczbą pierwszą – niemniej ciała skończone tych rzędów istnieją: ciałami rzędu 8 są np. {\displaystyle \mathbf {F} _{2}[x]/(x^{3}+x+1)} oraz {\displaystyle \mathbf {F} _{2}[x]/(x^{3}+x^{2}+1),} a przykładami ciał rzędu 9 są np. {\displaystyle \mathbf {F} _{3}[x]/(x^{2}+1),} bądź {\displaystyle \mathbf {F} _{3}[x]/(x^{2}+x+2)} albo {\displaystyle \mathbf {F} _{3}[x]/(x^{2}+2x+2)} – są to wszystkie ciała postaci {\displaystyle \mathbf {F} _{p}[x]/(\pi )} dla unormowanego wielomianu {\displaystyle \pi \in \mathbf {F} _{p}[x]} dla {\displaystyle p=3} i {\displaystyle n=\deg \pi =2,} czyli rzędu {\displaystyle p^{n}=9;} innym ciałem rzędu 9 jest {\displaystyle \mathbb {Z} [i]/(3),} które jest izomorficzne z {\displaystyle \mathbf {F} _{3}[x]/(x^{2}+1),} a nawet wszystkimi innymi ciałami rzędu 9. Wielomian {\displaystyle x^{3}-2} jest nierozkładalny w {\displaystyle \mathbf {F} _{7}[x],} zatem {\displaystyle \mathbf {F} _{7}[x]/(x^{3}-2)} jest ciałem rzędu {\displaystyle 7^{3}=343.}
Zbiór niezerowych elementów ciała {\displaystyle \mathbf {F} _{3}[x]/(x^{2}+1)} tworzy grupę (cykliczną) rzędu 8; element {\displaystyle x} nie generuje tej grupy – jego kolejnymi potęgami są {\displaystyle x,\ x^{2}=-1=2,\ x^{3}=2x,\ x^{4}=2x^{2}=-2=1,} jednakże element {\displaystyle x+1} jest jej generatorem – jego kolejne potęgi to {\displaystyle x+1,\ 2x,\ 2x+1,\ 2,\ 2x+2,\ x,\ x+2,\ 1} (w pozostałych ciałach rzędu 9 w „modelu wielomianowym”, generatorem grupy multiplikatywnej jest {\displaystyle x}).
Wielomian {\displaystyle T^{3}+T^{2}+1} jest nierozkładalny w {\displaystyle \mathbf {F} _{2}[x];} jednym z jego pierwiastków w ciele {\displaystyle F=\mathbf {F} _{2}[x]/(x^{3}+x^{2}+1)} jest element {\displaystyle x,} dwoma pozostałymi są {\displaystyle x^{2},\ x^{4}.} Ponieważ {\displaystyle x^{3}+x^{2}+1=0} w {\displaystyle F,} to {\displaystyle x^{3}=x^{2}+1} (gdyż {\displaystyle -1=1}), zatem {\displaystyle x^{4}=x^{3}+x=(x^{2}+1)+x=x^{2}+x+1,} skąd wynika, że pierwiastki {\displaystyle T^{3}+T^{2}+1=0} w {\displaystyle F} można zapisać jako {\displaystyle x,\ x^{2},\ x^{2}+x+1.} Element {\displaystyle x+1} jest jednym z pierwiastków {\displaystyle T^{3}+T+1} w {\displaystyle F;} dwoma pozostałymi są {\displaystyle (x+1)^{2}=x^{2}+1} oraz {\displaystyle (x+1)^{4}=(x^{2}+1)^{2}=x^{4}+1=(x^{2}+x+1)+1=x^{2}+x.}
Element {\displaystyle x^{2}+x+2} ciała {\displaystyle \mathbf {F} _{7}[x]/(x^{3}-2)} ma wielomian minimalny {\displaystyle T^{3}+T^{2}+6T+5} nad {\displaystyle \mathbf {F} _{7}.} Pozostałymi dwoma pierwiastkami tego wielomianu są nad {\displaystyle (x^{2}+x+2)^{7}} oraz {\displaystyle (x^{2}+x+2)^{49};} potęgi tych elementów można zredukować, korzystając z tożsamości {\displaystyle x^{3}=2,} mianowicie: {\displaystyle (x^{2}+x+2)^{7}=2x^{2}+4x+2} oraz {\displaystyle (x^{2}+x+2)^{49}=4x^{2}+2x+2.}

## Rys historyczny
Ciała o rzędzie wyrażającym się liczbą pierwszą, {\displaystyle \mathbb {Z} /p\mathbb {Z} ,} były przedmiotem badań wielu pionierów teorii liczb, m.in. Pierre’a de Fermata, Leonharda Eulera, Josepha Louisa Lagrange’a, Adriena-Marie Legendre’a, czy Carla Friedricha Gaussa. Pierwszym matematykiem piszącym o innych ciałach skończonych był Évariste Galois, który przedstawił o nich pracę w 1830 roku (ciałami o rzędach niewyrażających się liczbami pierwszymi zajmował się wcześniej Gauss, co odkryto jednak dopiero po jego śmierci w 1855 roku, wydając jego prace na ten temat w 1863 roku, lecz przeszły one bez większego echa).
Galois konstruował ciała skończone jako rozszerzenia pojedyncze {\displaystyle \mathbf {F} _{p}(\alpha ),} gdzie {\displaystyle \alpha } jest pierwiastkiem wielomianu nierozkładalnego {\displaystyle \pi } zmiennej {\displaystyle x} nad ciałem {\displaystyle \mathbf {F} _{p}} (tzn. należącego do {\displaystyle \mathbf {F} _{p}[x]}); jest to równoważne rozpatrywaniu {\displaystyle \mathbf {F} _{p}[x]/(\pi ).} Galois nie pokazał, że w {\displaystyle \mathbf {F} _{p}[x]} istnieje wielomian nierozkładalny dowolnego stopnia.
W 1893 roku na Międzynarodowym Kongresie Matematycznym w Chicago Eliakim Hastings Moore dowiódł, że każde ciało skończone jest izomorficzne z ciałem postaci {\displaystyle \mathbf {F} _{p}[x]/(\pi );} twierdzenie opatrzył komentarzem „Nigdzie indziej nie widziałem sformułowania tego interesującego wyniku”. Moore był pierwszą osobą, która użyła angielskiego słowa field (dosł. „pole”) w sensie algebraicznym, choć traktował je jako synonim niemieckiego endlicher Körper (dosł. „ciało skończone”). Każde skonstruowane ciało postaci {\displaystyle \mathbf {F} _{p}[x]/(\pi ).} nazywał on ciałem Galois, były więc one dla niego konkretnymi modelami wszystkich ciał skończonych. W informatyce wyrażenie Moore’a „ciało Galois” jest synonimem ciała skończonego, a stosowana przez niego notacja {\displaystyle \mathrm {GF} (q)} (od ang. Galois field) stosowana jest często zamiast {\displaystyle \mathbf {F} _{q}.}

## Literatura dodatkowa
- Jerzy Browkin: Teoria ciał. Wyd. 1. T. 49. Warszawa: Państwowe Wydawnictwo Naukowe, 1977, seria: Biblioteka Matematyczna. Brak numerów stron w książce
- Rudolf Lidl, Harald Niederreiter, „Finite Fields”, Addison-Wesley 1983.